# Ermanibergen
Ermanibergen (georgiska: ერმანის ქედი, Ermanis kedi) är en bergskedja i norra Georgien. Den är en del av Stora Kaukasus.